# John W. Gaines

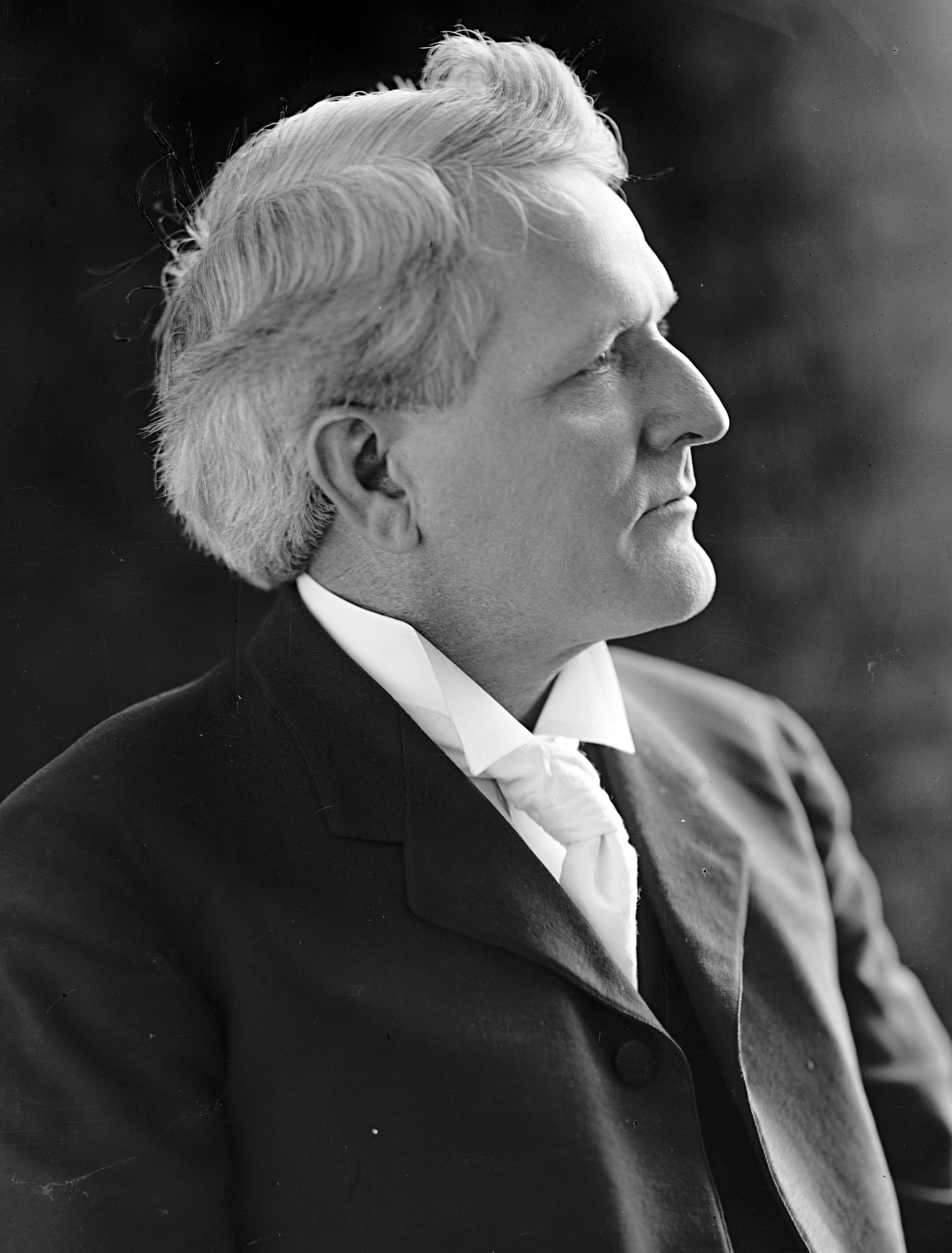
John W. Gaines

John Wesley Gaines (* 24. August 1860 bei Nashville, Tennessee; † 4. Juli 1926 ebenda) war ein US-amerikanischer Politiker. Zwischen 1897 und 1909 vertrat er den Bundesstaat Tennessee im US-Repräsentantenhaus.

## Leben
John Gaines wurde in Wrecoe, einer heute nicht mehr existierenden Ortschaft in der Nähe von Nashville, geboren. Er besuchte sowohl öffentliche als auch private Schulen. Später unterrichtete er selbst für einige Zeit als Lehrer. In der Folge erlernte er in einem Heimstudium die Rechtswissenschaften. Außerdem studierte er Medizin. Die entsprechenden Abschlüsse machte er an der University of Nashville und der Vanderbilt University. Gaines hat nie als Mediziner gearbeitet. Nach seiner im Jahr 1884 erfolgten Zulassung als Rechtsanwalt begann er ab 1885 in Nashville in seinem neuen Beruf zu praktizieren.
Politisch war Gaines Mitglied der Demokratischen Partei. Bei den Kongresswahlen des Jahres 1896 wurde er im sechsten Wahlbezirk von Tennessee in das US-Repräsentantenhaus in Washington, D.C. gewählt, wo er am 4. März 1897 die Nachfolge von Joseph E. Washington antrat. Nach fünf Wiederwahlen konnte er bis zum 3. März 1909 sechs Legislaturperioden im Kongress absolvieren. In diese Zeit fiel unter anderem der Spanisch-Amerikanische Krieg von 1898.
1908 wurde Gaines von seiner Partei nicht mehr zur Wiederwahl nominiert. In den folgenden Jahren praktizierte er wieder als Anwalt in Nashville, wo er am 4. Juli 1926 starb.